# Joseph Kowalski (naturaliste)
Pour les articles homonymes, voir Kowalski.
Louis André Marie Joseph Kowalski (Bordeaux, 8 septembre 1875 - Nantes, 8 avril 1945) est un naturaliste français.

## Biographie
Docteur-ès-Sciences de la faculté de Louvain, il part aux Nouvelles-Hébrides en 1913 pour y étudier les ravages d’un insecte du cocotier. Il collecte alors des spécimens dans des formations récifales fossiles.
Mobilisé en 1914, il est nommé en 1920, conservateur scientifique du Muséum de Nantes et en devient directeur en 1934.
Une espèce de crabe fossile, l'Etisus doucerei Kowalski qu'il a découvert, porte son nom. 